# Metaproducts
MetaProducts — американский разработчик программного обеспечения из города Тампа, штат Флорида, известный своими менеджерами закачек Mass Downloader, Offline Explorer и бесплатным Download Express для Microsoft Windows. Компания основана в 1997 году.

## Деятельность
Главным направлением компании MetaProducts является разработка программного обеспечения, специализирующаяся на различного рода технологиях передачи данных. Компания была основана в 1997 году с миссией проектирования, разработки и маркетинга высококачественных программ для работы в Интернет.
MetaProducts является победителем многочисленных наград, а также стала признанным лидером в области индексации и технологии загрузки файлов. В конце 90-х, программы компании были опубликованы в таких изданиях, как ZDNet, CNET, TechTV, PC World.com, Microsoft Certified Professional Magazine Online и прочих.

## Судебный иск
В 2009 году на компанию был подан иск Гэри Одомом (англ. Gary Odom), известным своими исками о нарушении патентов против компаний, чьи программы используют Ribbon-интерфейс, а также против самой Microsoft.

## Продукция
| - AutoDialogs - DeskTool - Disk Watchman - Download Express - Flash and Media Capture - Inquiry | - LightPad - Links Organizer - Mass Downloader - MetaProducts Picture Downloader - MetaProducts Web Studio - Net Activity Diagram | - Offline Explorer - Startup Organizer - TrayIcon - VideoRetriever |